# Ubald Baldassini
Ubald Baldassini (Gubbio, 1084/1085 - Gubbio, 16 mai 1160) est un évêque de Gubbio vénéré comme saint par l’Église catholique et fêté le 16 mai.

## Biographie
Sa date de naissance n’est pas précisément connue. Elle doit se situer aux alentours de l’an 1085. En effet son biographe Théodebald affirme qu'en l’an 1105, Ubaldo était adolescens, c’est-à-dire âgé entre 15 et 25 ans.
À la mort de son père Rovaldo, son oncle le prit en charge et le dirigea vers le chemin de la religion.
Pendant sa jeunesse, on ne parle pas de miracles. Ses biographes rapportent surtout sa disposition envers l’amitié (societate delectabilis) et la bienfaisance (paciens super omnes)
Il étudia auprès des moines de S. Secondo et S. Martino. C’était une personne calme mais déterminée. Il réussit à éviter la charge d’évêque de Pérouse mais pas celle d’évêque de Gubbio. Il avait un comportement différent par rapport aux évêques médiévaux.
Il ne voyageait pas en grande pompe et ne portait pas d’anneaux et habits de grande valeur. Il était parcimonieux et ne facilita pas sa lignée en lui accordant charges et faveurs. Il pardonna tous ceux qui lui firent des torts, aida les citoyens pendant le siège de Gubbio et traita personnellement avec Frédéric Barberousse afin d’empêcher l’incendie de la ville. Ubaldo fut atteint par une maladie étrange et repoussante : son corps se couvrit de pustules douloureuses émettant un liquide sirupeux, blanchâtre et nauséabond.
C’est dans cet état qu’il célébra sa dernière messe le jour de Pâques de l’an 1160. Il assuma jusqu’au bout ses devoirs d’évêque. Le dimanche 15 mai, il demanda l’extrême onction et mourut le 16 mai 1160. Compte tenu de l’énorme afflux de fidèles, ce fut seulement quatre jours après sa mort que furent célébrés les funérailles. Les pèlerinages se multiplièrent et continuent encore avec assiduité aujourd’hui.
Une relique de saint Ubald se trouve à la collégiale Saint-Thiébaut de Thann, en Alsace.

## Sources
- (it) Cet article est partiellement ou en totalité issu de l’article de Wikipédia en italien intitulé « Ubaldo Baldassini » (voir la liste des auteurs).